# 진창수
진창수(秦昌守, 1985년 10월 26일~)는 일본 태생 대한민국의 전직 축구 선수로 재일 한국인 3세이며 현재 K5리그 서울의 양천 TNT 어드바이저로 활동 중이다.

## 축구인 경력

### 선수 경력
2008년 전국체육대회에 재일대표팀 소속으로 참가한 후 포천시민축구단의 러브콜을 받고 포천에 입단하였다. 2009 K3리그에서 10골 16도움을 기록하여 도움왕에 올랐고, 이 활약을 바탕으로 내셔널리그의 강릉시청에 입단하였다. 강릉에서 3시즌 간 67경기에 나서 15골을 기록하는 좋은 활약을 펼쳤다.
2013 K리그 드래프트에서 고양 Hi FC에 지명되어 프로 무대에 입성하였다. 2013 K리그 챌린지에서 주전으로 활약하며 33경기에 나서 5골을 기록하는 좋은 활약을 펼쳐 시즌 종료 후 1부 리그 클럽들의 러브콜을 받기도 하였다. 하지만 에이전트 때문에 이적 기회를 놓쳤고, 무적 신분에 놓이자 경주 한수원에 입단하였다.
2015년 전 소속팀 고양으로 이적하며 다시 프로 무대로 복귀하였다. 시즌 종료 후 부천 FC 1995로 이적하였다. 2016년 5월 5일 열린 안산 무궁화와의 경기에서 부천 이적 후 첫 골을 기록했다.
2018 시즌 종료 이후 FA선수가 되었다. 반 시즌을 무적 신세로 보낸 이후 2019 시즌 여름 이적시장에서 안산 그리너스 FC에 입단했다.
2021 시즌에는 K4리그의 서울 중랑 축구단에 입단하여 반 시즌 동안 12경기에 출전하면서 선수 생활을 이어가다가, 여름이적시장에서 팀을 떠났다. 그 후, 선수 생활을 마무리하고 서울 이랜드 FC의 장비담당관으로 재직중으로 확인되었다.

## 경력
- 2004년  쿠요 FC (간토 2부 리그[3])
- 2005년  도쿠시마 보르티스 카바로스[4] (도쿠시마 현 1부 리그[5])
- 2006년 ~ 2007년  사가와 익스프레스 오사카 SC/사가와 익스프레스 SC[6] (JFL)
- 2008년  FC 코리아 (간토 2부 리그[7])
- 2009년  포천 시민구단 (K3리그)
- 2010년 ~ 2012년  강릉시청 (내셔널리그)
- 2013년  고양 Hi FC (K리그2)
- 2014년  경주 한수원 (내셔널리그)
- 2015년  고양 Hi FC (K리그2)
- 2016년 ~ 2018년  부천 FC 1995 (K리그2)
- 2019년  안산 그리너스 FC (K리그2)
- 2021년  서울 중랑 축구단 (K4리그)